# Кфар-Шауль
Кфар-Шау́ль (ивр. בית החולים כפר שאול‎ Бейт һа-холи́м Кфар-Ша'у́ль) — психиатрический центр в Иерусалиме, расположен между Гива́т-Шау́лем и Хар-Но́фом.
Основан в 1951 году. Подчиняется минздраву Израиля, сотрудничает с центром Хадасса Еврейского университета в Иерусалиме.
Иногда в центр поступают пациенты с Иерусалимским синдромом. Как правило это туристы и гости города, обнаруживающие в себе «мессианство», и таких насчитывают около 50 чел. в год. По мнению врача-психиатра Грэгори Каца значительную долю среди них составляют паломники-пятидесятники.
Основан и был частично размещен на территории деревни, в предместьях Иерусалима. В первые годы существования центра большинство пациентов были люди, пережившие Холокост.